# Searingtown
Searingtown és una concentració de població designada pel cens dels Estats Units a l'estat de Nova York. Segons el cens del 2000 tenia 5.034 habitants.

## Demografia
Segons el cens del 2000, Searingtown tenia 5.034 habitants, 1.582 habitatges, i 1.430 famílies. La densitat de població era de 2.112,7 habitants per km².
Dels 1.582 habitatges en un 41,9% hi vivien nens de menys de 18 anys, en un 83,1% hi vivien parelles casades, en un 5,3% dones solteres, i en un 9,6% no eren unitats familiars. En el 8,7% dels habitatges hi vivien persones soles el 6% de les quals corresponia a persones de 65 anys o més que vivien soles. El nombre mitjà de persones vivint en cada habitatge era de 3,18 i el nombre mitjà de persones que vivien en cada família era de 3,37.
Per edats la població es repartia de la següent manera: un 26,8% tenia menys de 18 anys, un 6,2% entre 18 i 24, un 21,8% entre 25 i 44, un 29% de 45 a 60 i un 16,2% 65 anys o més.
L'edat mediana era de 42 anys. Per cada 100 dones de 18 o més anys hi havia 90,2 homes.
La renda mediana per habitatge era de 120.546 $ i la renda mediana per família de 126.182 $. Els homes tenien una renda mediana de 92.834 $ mentre que les dones 51.995 $. La renda per capita de la població era de 49.113 $. Entorn de l'1,1% de les famílies i l'1,1% de la població estaven per davall del llindar de pobresa.